# Thomas Voelzke
Thomas Voelzke (* 24. Januar 1956 in Elmshorn) ist ein deutscher Jurist. Er war Vizepräsident und Vorsitzender Richter am Bundessozialgericht.

## Werdegang
Voelzke studierte die Rechtswissenschaften an den Universitäten Kiel und Hamburg. 1985 begann er seine richterliche Karriere in der Sozialgerichtsbarkeit Schleswig-Holsteins. Von 1989 bis 1991  wurde er aus Schleswig-Holstein als Wissenschaftlicher Mitarbeiter an das Bundessozialgericht abgeordnet. Er wurde 1992 zum Richter am Landessozialgericht Mecklenburg-Vorpommern ernannt. Eine Zeit lang nahm er an diesem Landessozialgericht die Aufgaben des Präsidenten dieses Gerichtes wahr. Zum 1. Januar 1997 wurde er dann zum Richter am Bundessozialgericht ernannt. Bis 2008 gehörte er dort dem 11. Senat an (ab 2004 als dessen stellvertretender Vorsitzender), der zuständig ist für Fälle aus dem Aufgabenbereichen der  Bundesanstalt für Arbeit. Im August des Jahres 2008 wurde er Mitglied des 4. Senates des Bundessozialgerichtes, der sich mit der Grundsicherung für Arbeitsuchende (Arbeitslosengeld II) zu befassen hat. Seit November 2004 war er der Pressereferent des Gerichtes. Als Dokumentationsreferent des Gerichtes (seit 1997) wurde er 2007 Vorsitzender des juris-Beirats. Am 1. Dezember 2009 wurde er Vorsitzender des 4. Senats des Bundessozialgerichtes. Voelzke hat zudem den Vorsitz im 11. Senat. Seit dem 20. Juni 2017 ist er Vizepräsident des Bundessozialgerichts. Zum 1. Dezember 2021 trat Voelzke in den Ruhestand.
Neben der richterlichen Tätigkeit ist Voelzke auch wissenschaftlich tätig. So gibt er Gesetzeskommentare zu verschiedenen Bereichen des Sozialrechts heraus und lehrte von 2003 bis 2014 als Lehrbeauftragter (nunmehr als Honorarprofessor) an der Humboldt-Universität zu Berlin.